# Agneta
Agneta ist ein weiblicher Vorname, eine hauptsächlich in Schweden vorkommende Form von Agnes.

## Namensträgerinnen
- Agneta Andersson (1961–2023), schwedische Kanutin
- Agneta Deutz (1633–1692), niederländische Stifterin eines Hofje
- Agneta Eichenholz (* 1971), schwedische Opernsängerin im Fach Koloratursopran
- Agneta Eriksson (* 1965), schwedische Schwimmerin
- Agneta Mårtensson (* 1961), schwedische Schwimmerin
- Agneta Matthes (1847–1909), niederländische Unternehmerin
- Agneta Pleijel (* 1940), schwedische Schriftstellerin, Dramatikerin und Journalistin
- Agneta Samuelsson, schwedische Squashspielerin
- Agneta Skardžiuvienė (* 1986), litauische Verwaltungsjuristin und Kulturpolitikerin, Vizeministerin
- Agneta Stark (* 1946), schwedische Wirtschaftswissenschaftlerin
- Agneta von der Vierbecke (1341–1378), Person der Holzwickeder und Dortmunder Geschichte
- Agneta Willeken (≈1497 – v. 1562), Geliebte des Lübecker Stadthauptmanns Marx Meyer